# St. Ulrich (Wehingen)

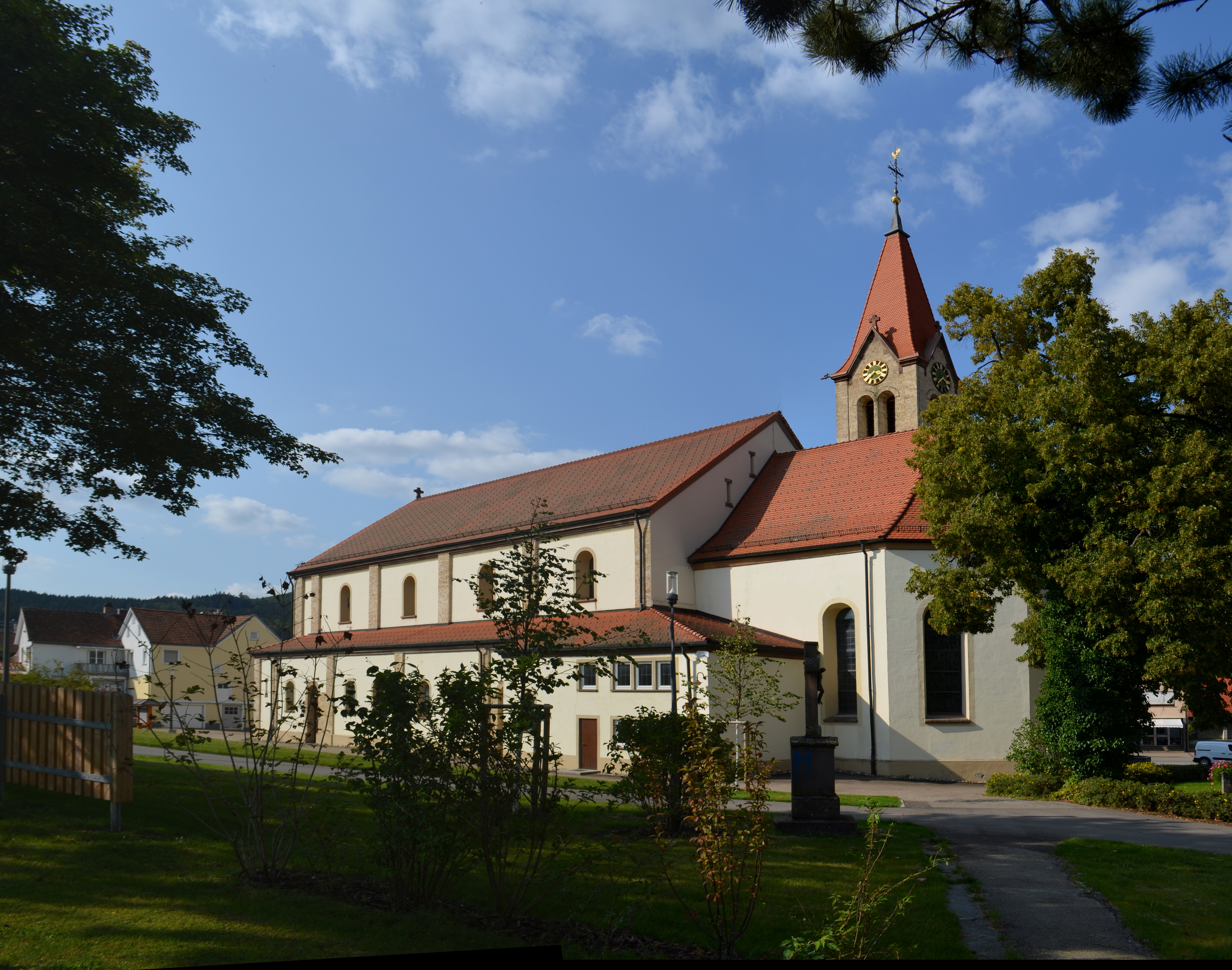
St. Ulrich

Die römisch-katholische Pfarrkirche St. Ulrich steht in Wehingen, einer Gemeinde im Landkreis Tuttlingen in Baden-Württemberg. Die Pfarrei gehört zum Dekanat Tuttlingen-Spaichingen in der Diözese Rottenburg-Stuttgart.

## Geschichte
Bereits 843 wird mit der Fronhofer Kirche die „Mutterkirche aller Kirchen des Heubergs“ als älteste bekannte Kirche des Gemeindegebietes im Ortsteil Fronhofen erwähnt.
Im Jahr 1245 wird erstmals ein Pfarrer in Wehingen urkundlich erwähnt. Die heutige Pfarrkirche St. Ulrich wurde 1299 erstmals urkundlich belegt. Der Kirchensatz war ursprünglich im Besitz des Klosters Reichenau, das ihn im Jahr 1355 gemeinsam mit dem gesamten Ort an das Kloster Alpirsbach verkaufte.
Nach der Reformation und der politischen Umstrukturierung der Region kam es zu weiteren Besitzerwechseln: 1649 übertrug Württemberg den Kirchensatz an das Kloster St. Blasien, das ihn wiederum 1725 an Österreich abtrat. Mit der Säkularisation und dem Übergang an das Königreich Württemberg fiel die Kirche 1805 erneut an Württemberg zurück.
Ein Brand zerstörte den mittelalterlichen Kirchenbau vollständig. Die Kirche wurde daraufhin neu errichtet und am 3. Oktober 1738 erneut zu Ehren des Heiligen Ulrich von Augsburg geweiht.
Das barocke Kirchenschiff wurde 1898/99 durch ein größeres neuromanisches ersetzt. Die erneute feierliche Weihe fand am 19. September 1899 statt. Der rund 35 Meter hohe Turm zählt bis heute zu den markantesten Bauwerken im Ortsbild.
In der Nachkriegszeit erfuhr die Kirche mehrere bauliche Veränderungen:
- 1950/52: Innenrenovierung mit Änderungen an Ausstattung und Farbgestaltung
- 1976: Neugestaltung von Altarraum, Ambo und Tabernakel durch den Künstler Eduard Schnell aus Fridingen[3]
- 1997: Letzte umfassende Renovierung mit Aufhellung und Neuausmalung des Kirchenraumes

## Ausstattung

### Altarraum
Zentrum des liturgischen Raumes ist der Altar, gestaltet in Schalenform zur Erinnerung an das letzte Abendmahl und das Kreuzesopfer Jesu. Altar, Ambo und Tabernakelstele stammen von Eduard Schnell (1976) und bestehen aus Basalttuff.

### Chorfenster
Die drei Chorfenster im Altarraum wurden vom Ulmer Künstler Wilhelm Geyer geschaffen und zeigen biblische Motive:
- Linkes Fenster: Heiliger Geist, Maria mit Rose und Lilie, die drei Weisen, Hochzeit zu Kana
- Mittleres Fenster: Christusthron, Petrus und Paulus, Kreuzigungsgruppe
- Rechtes Fenster: Krone Christi, Heiliger Ulrich, Gang zum Ölberg, Fußwaschung

### Kanzel und Seitenaltäre
Die barocke Kanzel (um 1720/30) zeigt den Verkündigungsengel mit Taube (Heiliger Geist) und die vier Evangelistensymbole: Matthäus (mit geflügeltem Menschen), Markus (mit Löwe), Lukas (mit Stier) und Johannes (mit Adler).
Die Seitenaltäre sind dem hl. Josef (mit Jesuskind, um 1730) und der Gottesmutter Maria (um 1500) gewidmet.

### Kreuzweg und Skulpturen
Die Kreuzwegstationen an den Seitenwänden wurden um 1950 von Johannes Wohlfahrt aus Rottenburg gemalt.
Eine barocke Kreuzigungsgruppe (ca. 1750) mit Maria und Johannes schmückt die linke Seitenwand.
Zahlreiche Heiligenfiguren zieren das Innere der Kirche:
- Ulrich von Augsburg (im Chorraum, mit Bischofsstab, Bibel, Fisch)
- Josef von Arimathäa und Nikodemus (um 1500, im Chorraum)
- Gallus, Sebastian, Wendelin (rechter Chorraum)
- Nepomuk, Odilia, Antonius von Padua
- Jesus am Ölberg, geschnitzt von Norbert Hermle aus Wehingen

### Orgel
Die Orgel wurde 1843 von der Orgelbauwerkstatt Gebrüder Braun aus Spaichingen errichtet. Einzelne Bestandteile stammen noch aus dem Jahr 1760. 1955 erfolgte eine Renovierung durch die Firma Späth aus Ennetach-Mengen und 1999 eine Generalsanierung durch Gerhard Walcker-Mayer (Kleinblittersdorf) und Orgelbau Lenter.

### Glocken
Im Turm hängen vier Glocken, gegossen 2005 durch die Glockengießerei Bachert. Die Glockenweihe fand am 6. November 2005 durch Weihbischof Franz-Josef Kuhnle statt.
| Name                  | Tonlage | Gewicht | Durchmesser | Inschrift                                                                       |
| --------------------- | ------- | ------- | ----------- | ------------------------------------------------------------------------------- |
| Dreifaltigkeitsglocke | e′      | 1200 kg | 120 cm      | GOTT VATER, DU SCHÖPFER GOTT SOHN, DU ERLÖSER GOTT HEILIGER GEIST, DU ERNEUERER |
| Benediktusglocke      | fis′    | 850 kg  | 110 cm      | PAPST BENEDIKT XVI. (2005), DER GESEGNETE SEGEN FÜR DIE KIRCHE UND WELT         |
| Marienglocke          | gis′    | 600 kg  | 100 cm      | HEILIGE MARIA, MUTTER GOTTES, MUTTER DER KIRCHE BITTE FÜR UNS BEI DEINEM SOHN   |
| Ulrichsglocke         | h′      | 400 kg  | 86 cm       | HEILIGER ULRICH, BITTE FÜR UNS                                                  |